# شگفت‌زده (فیلم)
شگفت زده (انگلیسی: Wonderstruck) فیلمی درام به کارگردانی تاد هینز که در سال ۲۰۱۷ اکران می‌شود. این فیلم بر اساس رمان به همین نام نوشته برایان سلزنیک ساخته شده است.
این فیلم برای رقابت در بخش نخل طلا هفتادمین جشنواره فیلم کن انتخاب شده است.

## بازیگران
- جولین مور
- اوکس فگلی در نقش بن ویلسون
- میشل ویلیامز به عنوان ایلین
- ایمی هارگریوس به عنوان عمه جنی
- مورگان ترنر به عنوان جانت
- تام نونان به عنوان مسن والتر